# Bewegingsmelder

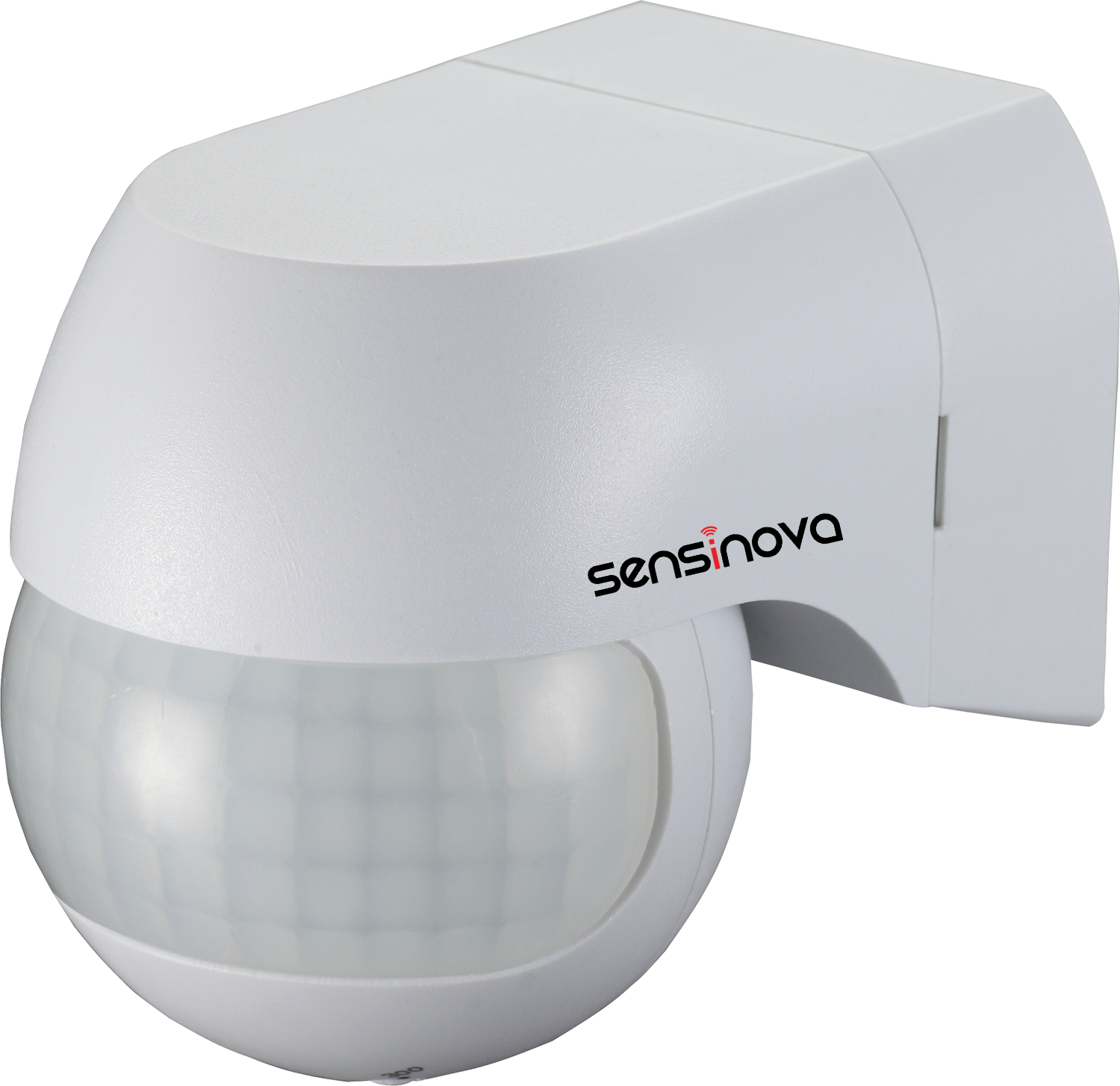
Bewegingsmelder

Een bewegingsmelder is apparaat dat voorzien is van een bewegingssensor, die bewegingen in de nabije omgeving detecteert. Bewegingsmelders worden vooral gebruikt voor het inschakelen van verlichting, het openen van (winkel)deuren, en voor inbraakdetectie.

## Werking
De meeste bewegingsmelders werken door middel van een PIR-sensor (PIR staat voor passive infrared) die temperatuurverschillen binnen een bepaalde zone detecteert. Beweegt een persoon of dier zich binnen deze detectiezone dan zal het aangesloten apparaat worden geactiveerd.
Naast separate bewegingsmelders kunnen deze ook ingebouwd zijn in verlichtingsarmaturen, hierbij is de bewegingsmelder vaak gecombineerd met een schemerschakelaar, waardoor de melder kan worden ingesteld om de verlichting alleen bij duisternis in te schakelen.

## Aanwezigheidsmelder
Voor sommige situaties wordt een aanwezigheidsmelder gebruikt, omdat deze gevoeliger is voor kleine bewegingen. Te denken valt bijvoorbeeld aan personen werkzaam op kantoor achter een computer, een bewegingsmelder neemt in dergelijk geval geen beweging waar.